# Ekološka toleranca
Ekološka toleranca je sposobnost organizma, da v določenih mejah prenaša spremembe abiotskih dejavnikov okolja, npr. vlage, toplote, jakosti svetlobe.
Vsak organizem lahko živi in se razmnožuje samo ob določenih abiotskih dejavnikih okolja. Premajhna ali prevelika količina enega od dejavnikov zavira razvoj organizma.Najprimernejše zanj je okolje, v katerem so vrednosti vseh dejavnikov kar najboljše, torej ekološki optimum.
Za organizem najnižja še dopustna vrednost določenega dejavnika, njegova spodnja mejna vrednost, je ekološki minimum, imenujemo pa jo tudi spodnja kritična točka. Najvišja vrednost določenega dejavnika je ekološki maksimum, torej zgornja kritična točka. Območje  med tema dvema točkama je območje ekološke tolerance( ekološka amplituda, obseg ekološke tolerance).
Ob kritičnih točkah so pesimalni pasovi, v katerih je aktivnost organizma zelo zmanjšana.

## Obseg ekološke tolerance
- evribionti (organizmi z velikim obsegom ekološke tolerance, obstajajo tudi pri različni vrednosti določenega dejavnika v okolju).
- stenobionti (organizmi z majhnim obsegom tolerance)

## Meje ekološke tolerance
Ekološka toleranca organizmov na določen dejavnik se glede na druge dejavnike okolja lahko spreminja.
Organizem ima lahko ozke meje ekološke tolerance glede na določen dejavnik ali več dejavnikov, široke pa glede na druge dejavnike.